# Methaqualone
Methaqualone, trước đây được bán dưới tên thương hiệu Quaalude và Mandrax, là một loại thuốc an thần và thôi miên. Nó là một thành viên của họ quinazolinone.
Hoạt động thôi miên và an thần của methaqualone được ghi nhận lần đầu tiên vào những năm 1950. Năm 1962, methaqualone được Wallace và Tiernan cấp bằng sáng chế tại Hoa Kỳ. Công dụng của nó đạt đến đỉnh điểm vào đầu những năm 1970 trong điều trị chứng mất ngủ và làm thuốc an thần và giãn cơ.
Methaqualone ngày càng trở nên phổ biến như một loại thuốc giải trí và thuốc câu lạc bộ vào cuối những năm 1960 và 1970, được biết đến với cái tên khác nhau là "ludes" hoặc "sopers" (cũng là "xà phòng") ở Mỹ và "mandrakes" và "mandies" ở Anh, Úc và New Zealand. Chất này được bán cả dưới dạng tự do và muối (hydrochloride). Nó cũng là một loại thuốc hiếp dâm phổ biến.

## Sử dụng y tế
Methaqualone là thuốc an thần làm tăng hoạt động của các thụ thể GABA trong não và hệ thần kinh. Khi hoạt động của GABA tăng lên, huyết áp giảm và nhịp thở và nhịp tim chậm lại, dẫn đến trạng thái thư giãn sâu. Những tính chất này giải thích tại sao methaqueller ban đầu chủ yếu được kê đơn cho chứng mất ngủ.
Methaqualone không được khuyến cáo sử dụng trong khi mang thai và đang ở trong thai kỳ loại D. 

## Quá liều
Quá liều có thể dẫn đến tắt hệ thống thần kinh, hôn mê và tử vong.
Quá liều có thể gây mê sảng, co giật, tăng trương lực, tăng phản xạ, nôn mửa, suy thận, hôn mê và tử vong do ngừng tim hoặc ngừng hô hấp. Nó giống như ngộ độc barbiturat, nhưng với những khó khăn vận động gia tăng và tỷ lệ mắc bệnh suy tim hoặc hô hấp thấp hơn. Liều dùng một viên tiêu chuẩn dành cho người lớn của thương hiệu Metalude là 300   mg khi được thực hiện bởi Lemmon. Một liều 8000   mg gây chết người và liều ít nhất là 2000   mg có thể gây hôn mê nếu uống cùng với đồ uống có cồn.

## Dược lý
Các đỉnh Methaquater trong máu trong vòng vài giờ, với chu kỳ bán rã 20-60 giờ. Người dùng thường xuyên xây dựng một dung sai vật lý, đòi hỏi liều lượng lớn hơn cho cùng một hiệu ứng.

## Lịch sử
Methaqualone được tổng hợp lần đầu tiên ở Ấn Độ vào năm 1951 bởi Indra Kishore Kacker và Syed Husain Zaheer, để sử dụng như một loại thuốc chống sốt rét. Đến năm 1965, nó là thuốc an thần được kê đơn phổ biến nhất ở Anh, nơi nó đã được bán hợp pháp dưới tên Malsed, Malsedin và Renoval. Năm 1965, một phối hợp methaquater/kháng histamine đã được bán dưới dạng thuốc an thần Mandrax ở châu Âu, bởi Phòng thí nghiệm Roussel (hiện là một phần của Sanofi SA). Năm 1972, nó là thuốc an thần bán chạy thứ sáu ở Mỹ, nơi nó hợp pháp dưới tên thương hiệu Quaalude. Quaalude tại Hoa Kỳ ban đầu được sản xuất vào năm 1965 bởi Fort Washington, Pennsylvania, công ty dược phẩm có trụ sở William H. Rorer Inc. Tên thuốc "Quaalude" đã kết hợp các từ "khoảng lặng" và chia sẻ một tài liệu tham khảo về phong cách cho một loại thuốc khác được bán bởi công ty, Maalox.
Năm 1978, Rorer đã bán quyền sản xuất Quaalude cho Công ty Lemmon của Sellersville, Pennsylvania. Vào thời điểm đó, chủ tịch của Rorer John Eckman đã bình luận về tiếng xấu của Quaalude xuất phát từ việc sản xuất và sử dụng trái phép metha, và bán và sử dụng bất hợp pháp Quaalude: "Quaalude chiếm ít hơn 2% doanh số của chúng tôi nhưng tạo ra 98% đau đầu của chúng tôi. "  Cả hai công ty vẫn coi Quaalude là một loại thuốc ngủ tuyệt vời. Lemmon, nhận thức rõ về các vấn đề hình ảnh công khai của Quaalude, đã sử dụng quảng cáo trên các tạp chí y khoa để kêu gọi các bác sĩ "không cho phép lạm dụng người sử dụng bất hợp pháp để tước đi một bệnh nhân hợp pháp của thuốc". Lemmon cũng đưa ra thị trường một lượng nhỏ dưới một tên khác, Mequin, vì vậy các bác sĩ có thể kê đơn thuốc mà không có ý nghĩa tiêu cực.  Các quyền đối với Quaalude được nắm giữ bởi bộ phận Pfizer của JB Roerig & Company, trước khi thuốc này bị ngừng sử dụng ở Hoa Kỳ vào năm 1985, chủ yếu là do nghiện tâm lý, lạm dụng rộng rãi và sử dụng giải trí bất hợp pháp.

## Xã hội và văn hoá

### Tên thương hiệu
Nó được bán dưới tên thương hiệu Quaalude và đôi khi được cách điệu "Quāālude"  tại Hoa Kỳ và Mandrax ở Vương quốc Anh và Nam Phi.

### Quy định
Methaqualone ban đầu được đặt trong Biểu I theo quy định của Công ước về các chất hướng thần của Liên hợp quốc, nhưng đã được chuyển sang Biểu II vào năm 1979.
Tại Canada, methaqueller được liệt kê trong Phụ lục III của Đạo luật về Thuốc và Chất được Kiểm soát và yêu cầu phải có toa thuốc nhưng là Bảng I theo NAPRA. Methaquopol bị cấm ở Ấn Độ.

### Giải trí

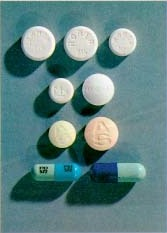
Một loạt các viên thuốc methaqueller và viên nang.

Methaquopol ngày càng trở nên phổ biến như một loại thuốc giải trí vào cuối những năm 1960 và 1970, được biết đến với cái tên khác nhau là "ludes" hoặc "sopers" (cũng là "xà phòng") ở Mỹ và "mandrakes" và "mandies" ở Anh, Úc và New Zealand.
Loại thuốc này được quy định chặt chẽ hơn ở Anh theo Đạo luật lạm dụng thuốc năm 1971 và ở Mỹ từ năm 1973. Nó đã bị rút khỏi nhiều thị trường phát triển vào đầu những năm 1980. Ở Hoa Kỳ, nó đã được rút vào năm 1982 và làm thuốc theo lịch trình I năm 1984. Nó có DEA ACSCN là 2565 và năm 2013, hạn ngạch sản xuất hàng năm tổng hợp cho Hoa Kỳ là 10 gram. Đề cập đến khả năng sử dụng của nó trong một số loại ung thư và AIDS đã xuất hiện định kỳ trong y văn từ cuối những năm 1980; nghiên cứu dường như không đạt đến giai đoạn tiên tiến. DEA cũng đã thêm mecloqualone tương tự methaquater (cũng là kết quả của một số tổng hợp clandestine chưa hoàn chỉnh) vào Bảng I là ACSCN 2572, với hạn ngạch sản xuất bằng không.
Gene Haislip, cựu trưởng phòng kiểm soát hóa chất của Cục quản lý thực thi ma túy (DEA), nói với Frontline của chương trình tài liệu PBS: "Chúng tôi đã đánh bại chúng". Bằng cách hợp tác với các chính phủ và nhà sản xuất trên toàn thế giới, DEA đã có thể tạm dừng sản xuất và, Haislip nói, "đã loại bỏ vấn đề". Methaqualone được sản xuất tại Hoa Kỳ dưới tên Quaalude bởi các công ty dược phẩm Rorer và Lemmon với số 714 được đóng dấu trên máy tính bảng, vì vậy mọi người thường gọi Quaalude là 714, "Lemmons" hoặc "Lemmon 7's". Methaqualone cũng được sản xuất tại Mỹ dưới tên thương mại là Sopor và Parest. Sau khi việc sản xuất thuốc hợp pháp kết thúc tại Hoa Kỳ vào năm 1982, các phòng thí nghiệm dưới lòng đất ở México tiếp tục sản xuất trái phép methaquater trong suốt những năm 1980, tiếp tục sử dụng tem "714", cho đến khi mức độ phổ biến của chúng giảm dần vào đầu những năm 1990. Các loại thuốc được coi là methaqueller trong phần lớn các trường hợp được tìm thấy là trơ, hoặc có chứa diphenhydramine hoặc benzodiazepine.
Ma túy bất hợp pháp là một trong những loại thuốc giải trí được sử dụng phổ biến nhất ở Nam Phi. Được sản xuất tại Clandestine, thường là các phòng thí nghiệm không vệ sinh chủ yếu ở Ấn Độ, nó có dạng viên nhưng được hút bằng cần sa; phương pháp ăn vào này được gọi là "ống trắng". Nó cũng phổ biến ở những nơi khác ở Châu Phi và Ấn Độ.